# Sybra cristipennis
Sybra cristipennis là một loài bọ cánh cứng trong họ Cerambycidae.